# The Last Kingdom (Fernsehserie)
The Last Kingdom ist eine britische Serie aus dem Jahr 2015, die auf der Romanreihe Die Uhtred-Saga (The Saxon Stories) von Bernard Cornwell basiert. Sie handelt von der fiktiven Person Uhtred, einem angelsächsischen Ealdorman im England des 9. Jahrhunderts n. Chr. Die von Stephen Butchard kreierte Serie wurde von BBC America produziert und hatte am 10. Oktober 2015 dort ihren Serienstart. In Großbritannien startete die Serie am 22. Oktober 2015 auf BBC Two. Am 29. Dezember 2015 wurde die erste Staffel der Serie auf Netflix Deutschland per Streaming veröffentlicht. Eine zweite Staffel mit neuen Episoden wurde Ende 2015 in Auftrag gegeben und startete am 16. März 2017 mit der Originalausstrahlung. Die deutschsprachige Erstausstrahlung der zweiten Staffel fand am 29. Mai 2017 auf Netflix statt. Am 19. November 2018 startete die dritte Staffel auf Netflix. Am 21. Dezember 2018 wurde bekannt gegeben, dass eine vierte Staffel produziert wird, die am 26. April 2020 auf Netflix startete. Am 7. Juli 2020 wurde die Serie um eine fünfte Staffel verlängert. Am 30. April 2021 wurde bekannt gegeben, dass die Serie mit der fünften Staffel abgeschlossen wird. Auf die letzte Staffel folgt ein Spielfilm mit dem Titel Seven Kings Must Die, dessen Dreharbeiten bereits im März 2022 abgeschlossen werden konnten.

## Handlung
In der zweiten Hälfte des 9. Jahrhunderts fallen Wikinger in die angelsächsischen Königreiche Englands ein. Uhtred wird als Kind von Wikingern entführt und wächst als einer der ihren auf. Als junger Erwachsener wird sein Ziehvater Ragnar jedoch von eigenen Leuten verraten und ermordet. Uhtred kann fliehen. Er stellt Ansprüche auf sein Recht, Ealdorman von Bebbanburg zu sein. Hierfür schließt er sich Alfred an, dem König von Wessex, wobei beide auf den eigenen Vorteil bedacht sind. Uhtred unterstützt Alfred bei der Abwehr der Wikinger, darunter auch ehemalige Freunde und Bekannte von ihm.

## Besetzung und Synchronisation
| Rolle                 | Schauspieler          | Staffeln                        | Synchronsprecher                      |
| --------------------- | --------------------- | ------------------------------- | ------------------------------------- |
| Uhtred von Bebbanburg | Alexander Dreymon     | 1.01–5.10                       | Florian Hoffmann                      |
| Beocca                | Ian Hart              | 1.01–4.03                       | Gerald Schaale                        |
| Ealhswith             | Eliza Butterworth     | 1.01–5.10                       | Nina Herting                          |
| Aethelwold            | Harry McEntire        | 1.01–3.10                       | Jan Makino Amadeus Strobl (Staffel 3) |
| Ragnar                | Tobias Santelmann     | 1.01–3.05                       | Johannes Berenz                       |
| Brida                 | Emily Cox             | 1.01–5.08                       | Melanie Isakowitz1                    |
| Alfred der Große      | David Dawson          | 1.01–3.09                       | Jacob Weigert                         |
| Leofric               | Adrian Bower          | 1.01–1.08, 3.02–3.03, 3.10–4.04 | Thomas Petruo                         |
| Guthrum               | Thomas W. Gabrielsson | 1.01–1.08                       | Jan Spitzer                           |
| Ubba Ragnarsson       | Rune Temte            | 1.01–1.05                       | Rainer Doering                        |
| Kjartan               | Alexandre Willaume    | 1.01–2.06                       | Tobias Lelle                          |
| Lord Uhtred           | Matthew Macfadyen     | 1.01                            | Stephan Rabow                         |
| Thyra                 | Julia Bache-Wiig      | 1.01–3.10                       | Maria Hönig                           |
| Odda der Ältere       | Simon Kunz            | 1.02–2.08                       | Erich Räuker                          |
| Odda der Jüngere      | Brian Vernel          | 1.02–1.08                       | Tim Sander                            |
| Mildrith              | Amy Wren              | 1.04–1.08                       | Nicole Hannak                         |
| Isolde                | Charlie Murphy        | 1.06–1.08                       | Dana Friedrich                        |
| Hild                  | Eva Birthistle        | 1.07–5.10                       | Ann Vielhaben                         |
| Gisela                | Peri Baumeister       | 2.01–3.01                       | Nora Jokhosha                         |
| Erik                  | Christian Hillborg    | 2.01–2.08                       | Robert Glatzeder                      |
| Sigefrid              | Björn Bengtsson       | 2.01–2.08                       | Matti Klemm                           |
| Haesten               | Jeppe Beck Laursen    | 2.01–5.09                       | Werner Böhnke                         |
| Aethelfled            | Millie Brady          | 2.01–5.04                       | Nora Kunzendorf                       |
| Steapa                | Adrian Bouchet        | 2.01–4.02                       | Marlon Rosenthal                      |
| Guthred               | Thure Lindhardt       | 2.01–2.04                       | Gerrit Schmidt-Foß                    |
| Sihtric               | Arnas Fedaravicius    | 2.01–5.10                       | Raúl Richter2                         |
| Finan                 | Mark Rowley           | 2.03–5.10                       | Bernd Egger                           |
| Aldhelm               | James Northcote       | 2.03–5.10                       | Sebastian Kaufmane                    |
| Aethelred             | Toby Regbo            | 2.03–4.06                       | Valentin Stilu                        |
| Pyrlig                | Cavan Clerkin         | 2.05–5.10                       | Helmut Gauß                           |
| Osferth               | Ewan Mitchell         | 2.06–5.06                       | Sascha Krüger                         |
| Sigurd Bluthaar       | Ola Rapace            | 3.01–3.07                       | Engelbert von Nordhausen              |
| Edward                | Timothy Innes         | 3.01–5.10                       | Fabian Hollwitz                       |
| Skade                 | Thea Sofie Loch Næss  | 3.01–3.08                       | Cornelia Waibel                       |
| Cnut                  | Magnus Bruun          | 3.01–4.04                       | Edwin Gellner                         |
| Aethelhelm            | Adrian Schiller       | 3.05–5.10                       | Viktor Neumann                        |
| junger Uhtred         | Finn Elliot           | 4.01–5.10                       | Tom Raczko                            |
| Eadith                | Stefanie Martini      | 4.01–5.10                       | Leonie Dubuc                          |
| Eardwulf              | Jamie Blackley        | 4.01–4.09                       | Tobias Diakow                         |
| Wihtgar               | Ossian Perret         | 4.03–5.10                       | Jeffrey Wipprecht                     |
| Stiorra               | Ruby Hartley          | 4.05–5.10                       | Magdalena Höfner                      |
| Sigtryggr             | Eysteinn Sigurðarson  | 4.07–5.07                       | Julien Haggège                        |
| Aelfwynn              | Phia Saban            | 5.01–5.10                       | Lina Rabea Mohr                       |
| Aethelstan            | Harry Gilby           | 5.01–5.10                       | Marco Eßer                            |
| Eadgifu von Kent      | Sonya Cassidy         | 5.01–5.10                       |                                       |
| Cynleaf               | Ryan Quarmby          | 5.01–5.10                       |                                       |

Anmerkung
1 Melanie Isakowitz sprach die Rolle nur in der ersten Staffel, ab der zweiten synchronisierte sich die Darstellerin selbst.
2 In Episode 2.01 wurde die Rolle von David Turba synchronisiert.

## Musik
Am 9. November 2018 veröffentlichte Sony Classical ein Album mit ausgewählten, für die Serie geschriebenen Musikstücken von John Lunn und Eivør als Download. Eine CD ist am 23. November 2018 erschienen. Der Soundtrack stieg am 16. November 2018 auf Platz 39 in die Album Soundtrack Charts im Vereinigten Königreich ein. Ein weiteres Soundtrack-Album soll am 22. April 2023 veröffentlicht werden.

## Rezeption
Die erste Staffel wurde von 27 der 31 Kritiker bei Rotten Tomatoes positiv bewertet. In der Internet Movie Database vergaben bis Januar 2022 mehr als 105.000 Abstimmende eine Gesamtdurchschnittsnote von 8,4/10 für die Serie. Dabei erhielten die Folgen der ersten Staffel im Durchschnitt eine 8,7/10, die Folgen der zweiten Staffel eine 8,8/10 und die Folgen der dritten sowie der vierten Staffel jeweils eine 9,2/10.